# Carlos Van den Driessche
Carlos Urbain Anna Stella Henri Van den Driessche, född 31 augusti 1901 i Bryssel, död 14 maj 1972, var en belgisk ishockeyspelare. Han var med i det belgiska ishockeylandslaget som kom på delad sjunde plats i olympiska vinterspelen 1924 i Chamonix och på delad trettonde plats i Olympiska vinterspelen 1936 i Garmisch-Partenkirchen. Han tävlade även i rodd. Vid olympiska sommarspelen 1924 i Paris deltog han i det belgiska laget i fyra med styrman och vid olympiska sommarspelen 1928 i Amsterdam deltog han i tvåa utan styrman tillsammans med Philippe Van Volckxsom.